# Het Misdaadmuseum
Het Misdaadmuseum is een Nederlands stripverhaal uit 1978, waarvan zowel tekst als afbeeldingen zijn gemaakt door Henk Kuijpers. Het verhaal werd oorspronkelijk gepubliceerd in het weekblad Pep eind 1974/begin 1975. Franka, een van de bijfiguren, kreeg daarna haar eigen reeks. Oorspronkelijk was Het Misdaadmuseum de hoofdpersoon van de strip en luidde de titel van het verhaal De Staatsgreep.

## Verhaal
Het album begint met een openingsscène van een inbraak waarbij de daders worden opgepakt en veroordeeld. De bewijsstukken worden vervolgens naar het misdaadmuseum gebracht. Jarko Jansen arriveert daar net om te solliciteren. Daar ontmoet hij de overige medewerkers met speciaal te noemen, secretaresse Franka. Hij wordt aangenomen en lost gezamenlijk met commissaris Noorderwind meteen zijn eerst zaak op door met het aantal krassen op een grammofoonplaat te bewijzen dat het betrokken slachtoffer liegt.
Terug op kantoor komt Oscar Bühne op bezoek. Hij wil een misdaadfilm-script bespreken met de experts op dit gebied om geloofwaardig over te komen. Franka vraagt rond voor koffie en ziet dat Professor Philip Factotum bezoek heeft. Terwijl Jarko het script doorneemt, moet Franka even later met Frikko Falegier gaan praten die het museum de kruisboog wil verkopen waarmee Robin Hood zou zijn neergeschoten. Hij gedraagt zich akelig, maar ze neemt de boog mee en verlaat gefrustreerd het pand. Op de weg terug naar de auto wordt ze aangesproken door de man die ze eerder met de professor zag praten. Hij herkent haar niet en vraagt de weg naar het adres waar Franka net vandaan komt. Nieuwsgierig stuurt ze hem een blokje om, gaat terug naar de winkel en weet zich ongezien in een vitrine met harnas te verstoppen. De man arriveert eindelijk en gaat middels de vitrine als een lift naar een verborgen kelder waar hij een gevechtsvliegtuig aanschaft middels een geavanceerde computer met intercom. De vitrinedeur valt dicht als de man de lift verlaat en Franka zit vast.
Oscar Bühne is inmiddels terug in het Misdaadmuseum om de scriptrevisies op te halen. Wanneer hij terug in zijn hotel komt, kleed hij zich om en schminkt zich af en blijkt eigenlijk de man te zijn die eerder op die dag het gevechtsvliegtuig heeft gekocht. Hij gebruikt het herziene script van Jarko om in te breken in de beveiligde koninklijke drukkerij, waar droppollo's worden gedrukt, de valuta van de republiek Oceanaqua. Hij drukt een koffer geld af en betaalt hiermee het vliegtuig. Bij aankomst in het hotel is hij echter verlinkt en wordt opgepakt.
Jarko leest 's ochtends in de krant zijn eigen script terug en wil meteen ontslag nemen. Franka weet zich uit haar benarde situatie te bevrijden door zich voor te doen als omgevallen harnas. Op kantoor bespreken de commissaris, Jarko, Professor Faktotum en Franka hun bevindingen en leren uit de gegevens van de professor dat de bewuste man Argos Attak heet en hij boeken over ontsnapping vanuit transport heeft geleend. Op dat moment werd hij juist vervoerd en is zojuist met een rookbom met slaapgas uit zijn schoenzool ontsnapt. Het hele team zet een absurde achtervolging in waarna Jarko, Franka en Bars (de hond van de commissaris) door een tweede slaapgas bom bewusteloos raken.
Als Jarko wakker wordt, bevinden ze zich in het gevechtsvliegtuig van Argos richting Oceanaqua. Franka heeft de hele uitleg al gehoord. In Oceanaqua heeft Pefirio Orca zich meester gemaakt van het enige militaire geschut van het land, het bejaarde slagschip "Mastodont". Argos legt nogmaals uit wat er is gebeurd en waarom hij het geld heeft gestolen en het vliegtuig heeft gekocht: Hij wil een revolutie in gang zetten om Oceanaqua van de recente onderdrukking te bevrijden!
Aangekomen op het eiland, vraagt Jarko het schip te bekijken. Hij wordt in een auto in reparatie gezet en alles lijkt in orde tot de remmen het niet blijken te doen. Hij raakt daarbij een emmer met witte verf en doorstreept de leuzen van de onderdrukkers. De auto brengt de hele stad in rep en roer omdat men de revolutie aan ziet komen. Franka probeert in de tussentijd een goed plan te bedenken om de revolutie in gang te zetten, niet wetende dat die al is gestart. De auto landt uiteindelijk in de schoorsteen van het slagschip, waardoor een explosie volgt.
De revolutie is een feit, uiteindelijk wordt de verkoper van het gevechtsvliegtuig gevangengezet en maken Jarko en Franka er verder een vakantie van!

## Personages
Met naam genoemde personages in volgorde van opkomst:
- Jarko Jansen - De nieuwste aanwinst van het Misdaadmuseum
- Philip Factotum - Verzorgt de boekencollectie van het museum
- Franka - Secretaresse
- Commissaris Noorderwind - De beheerder/directeur
- Bars - De bulldog van de commissaris
- Dhr. Pafferink - De dader uit de eerste zaak van Jarko
- Jan Hars - Hij werd erin geluisd door Dhr. Pafferink voor de diefstal
- Argos Attak alias Oscar Bühne - Degene die een revolutie op Oceanaqua wilde starten
- Otto Schmidt alias Messerschmitt - De leverancier van het gevechtsvliegtuig
- Andries Dribbel - De hoofdcommissaris van Luttel
- Ol Admirol - De onderdrukker van Oceanaqua en leider van Perfirio Orca
- Emilio - Een vriend van Argos die een garage bezit
- Manos - Een werknemer van Emilio die nog niet zo handig is met auto's

Betrokken organisaties:
- Cash & Kill - De leverancier van militaire voertuigen
- Perfirio Orca - De heersende organisatie in Oceanaqua

## Locaties
- Groterdam
- Luttel
- Oceanaqua